# ستيفن بيشوب (مستكشف)
ستيفن بيشوب (بالإنجليزية: Stephen Bishop)‏ هو مستكشف أمريكي، ولد في 1820، وتوفي في 15 يونيو 1857.